# Özlem Yılmaz
Özlem Yılmaz (* 17. Juli 1986 in Bakırköy) ist eine türkische Schauspielerin.

## Leben und Karriere
Yılmaz wurde am 17. Juli 1986 in Bakırköy geboren. Ihre Familie stammt aus Rize. Sie besuchte die Kartaltepe Primary School und später die Ataköy Republic High School. Sie entschied sich für eine Schauspielkarriere. Yılmaz studierte an der Müjdat Gezen Art School. Später setzte sie ihr Studium an der Müjdat Gezen Actor Studio fort.
Ihr Debüt gab sie 2006 in der Fernsehserie Karagümrük Yanıyor. 2013 bekam sie in dem Film Karaoğlan die Hauptrolle. Außerdem war sie in den Serien Unutulmaz, Kaçak, und Kara Ekmek zu sehen. 2013 heiratete sie Ahmet Ayar. Das Paar ließ sich 2015 scheiden. Anschließend trat sie 2018 in der Serie Ağlama Anne auf.

## Filmografie
Filme
- 2012: Karaoğlan

Serien
- 2006: Karagümrük Yanıyor
- 2006: Felek Ne Demek
- 2006: Rüyalarda Buluşuruz
- 2007: Dicle
- 2007: Zoraki Koca
- 2008: Dantel
- 2008: Servet Avcısı
- 2009–2011: Unutulmaz
- 2011: Dedektif Memoli
- 2013–2014: Kaçak
- 2014: Emanet
- 2015: Kara Ekmek
- 2018: Ağlama Anne